# آلبرتو روییز-گالاردون
آلبرتو روییز-گالاردون (انگلیسی: Alberto Ruiz-Gallardón؛ زادهٔ ۱۱ دسامبر ۱۹۵۸) یک سیاست‌مدار اهل اسپانیا است.
از فیلم‌هایی که وی در آنها نقش داشته‌است می‌توان به هولمز و واتسن. روزهای مادرید اشاره کرد.